# Henrettelserne af politiske fanger i Iran 1988
Henrettelserne af politiske fanger i Iran 1988 (persisk: ۱۳۶۷ اعدام زندانیان سیاسی در تابستان: ) er sagen om de systematiske henrettelser af et stort antal politiske fanger i Iran, efter direkte hemmeligstemplet ordre fra ayatollah Khomeini og gennemført af en hemmelig kommission, som startede den 29. juli 1988 og varede i frem til til den 27. september.
De dræbte var medlemmer af guerilla-organisationen Folkets Mujahedin Organisation i Iran (MEK) såvel som medlemmer af den iranske Kur Demokratiske Parti, og forskellige venstreorienterede organisationer som det kommunistiske Tudeh-parti eller Folkets Fedayeen, Rah-e Kargar, Peykar, Kommunistiska Partiet, Komala, m.m.
Henrettelserne blev baseret på anklager, som fuldstændig savnede forbindelse med, hvorfor de var blevet fængslet. Uafhængigt af, om de allerede var blevet dømt eller ej, blev fangerne udspurgt på ny af specielle anklagere og dommere med udgangspunkt i nogle få spørgsmål. Spørgsmålene var afhængige af om fangen var muslim og mistænktes for at samarbejde med Folkets Mujahedin eller for samarbejde med kommunistiske organisationer. Motiverne til de nye domme blev samlet under betegnelserne Moharebeh og Ertedad.  
Der er forskellige opfattelser af grundlaget for henrettelserne 1988. To forklaringer er dog fremtrædende. En gruppe ser henrettelserne som det iranske regimes svar på en militær operation, der blev kaldt "Det Evige Lys" eller Mersad, startet af den Folkets Mujahedin, hvis tropper 23.–29. juli 1988 i slutfasen af krigen mellem Iran og Irak angreb Irans vestlige grænser. Henrettelserne begyndte samme dag som dette overfald sluttede. En anden gruppe ser henrettelserne som en logisk følge af eller fortsættelse af den rådende repression i Iran, og den undertrykkelse af oppositionelle politiske organisationer, som var blevet påbegyndt i begyndelsen af 1980-erne. Mange af de dræbte fanger var blevet arresteret allerede i årene 1981–1987, og henrettelserne 1988 var højdepunktet på den henrettelsesbølge som var startet i 1981.
En direkte konsekvens af henrettelserne var, at ayatollah Hossein-Ali Montazeri blev afsat. Han var ellers udset til at efterfølge ayatollah Khomeini som den åndelige leder af Iran. Da Montazeri hørte om henrettelserne, skrev han tre breve i protest, hvor han fordømte henrettelserne "i utvetydige vendinger". Montazeris protester var en medvirkende årsag til at henrettelserne ophørte.
Henrettelserne er blevet opfattet som en politisk udrensning uden sidestykke i moderne iransk historie, både i omfang og i hemmelighedskræmmeri. Det præcise antal dræbte fanger er fortsat uklart. Ayatollah Montazeri har i sine memoirer gættet på mellem 2.800 og 3.800 dræbte. Amnesty International har registreret navne på over 4.482 forsvundne fanger. En del iranske politiske organisationer har offentliggjort egne lister på de dræbte fanger, hvis antal her vurderes til at være omkring 4.000–5.000. En stor del af de venstreorienterede og kommunister som blev dræbt i 1988 i Evin-fængslet og Gohar Dasht-fængslet i Teheran er begravet  på kirkegården Khavaran i den sydlige del af Teheran.